# 东山区 (鹤岗市)
47°20′19″N 130°19′01″E / 47.338535°N 130.317062°E
东山区是黑龙江省鹤岗市的一个市辖区。是鹤岗市唯一的城郊型行政区。

## 行政区划
东山区下辖5个街道办事处、1个镇、2个乡、2个类似乡级单位：
工人村街道、新一街道、三街街道、东山街道、鹤兴街道、新华镇、蔬园乡、东方红乡、鹤岗市林业局生活区和新华农场。
两个类似乡级单位中，新华农场是隶属黑龙江省农垦宝泉岭管理局的國營農場。鹤岗市林业局生活区是鹤岗市人民政府林业和草原局下辖的七个国有林场所在。

### 区划调整
2011年7月，东山区所辖的红旗乡及光宇街道划归兴安区。同时，红旗乡撤乡建镇。

## 人口
根据第七次人口普查数据，截至2020年11月1日零时，东山区常住人口为96218人。